# Sky News Arabia
Sky News Arabia (in arabo سكاي نيوز عربية‎?, Skāy Niyūz ʻArabīyah) è un canale emiratino in arabo di notizie e attualità, che trasmette in Medio Oriente e nel Nord Africa. È una joint venture tra Sky plc (situata nel Regno Unito) e Abu Dhabi Media Investment Corporation (ADMIC), il cui proprietario è Mansour bin Zayed Al Nahyan, un membro della famiglia reale degli Emirati Arabi Uniti. Il canale utilizza il marchio Sky News; è stato lanciato il 6 maggio 2012.
È situato ad Abu Dhabi ma ha uffici a Londra e Washington DC..

## Storia
BSkyB e Sheikh Mansour bin Zayed Al Nahyan hanno annunciato una joint venture al 50/50 per creare una canale arabo gratuito di notizie il 29 novembre 2010. Adrian Wells, capo internazionale di Sky News, era designato a condurre le preparazioni per il lancio del canale.
Nel febbraio 2011, Nart Bouran è stato assunto come primo direttore di Sky News Arabia. Bouran era stato, precedentemente, direttore televisivo di Reuters. Yasser Thabet, ex-direttore nei programmi di Al Arabiya, si unì a Sky News Arabia come direttore nel giugno 2011 e Nicholas Love è stato designato come direttore nel settore "finanza".
Al-Waleed bin Talal, il secondo soci della 21st Century Fox, che possedeva il 39.1% in BSkyB, annunciò nel settembre 2011 che voleva lanciare un altro canale arabo dedicato alle notizie: Alarab News Channel. Alarab, in partnership con Bloomberg Television, era destinato a competere direttamente con Sky News Arabia, oltre che con i canali già esistenti, Al Jazeera e Al Arabiya.
Le operazioni nei quartieri generali nella twofour54 media zone, ad Abu Dhabi, iniziarono nel febbraio 2012. Essi iniziarono a trasmettere il 6 maggio 2012.

## Trasmissione
Sky News Arabia sostiene l'impegno del giornalismo indipendente e di evitare la programmazione di parte. Un comitato consultivo editoriale formato sei persone esercita la supervisione della riuscita editoriale della rete.
Sky News Arabia è un canale televisivo che raggiunge più di 50 milioni di famiglie nella MENA, sul satellite e sulla TV via cavo, come anche su internet e sulle app per smartphone. Esso è disponibile gratuitamente su Nilesat 201, Arabsat, Hot Bird e Astra.
Esso è disponibile nel Nord e Sud America, Canada e Australia mediante la piattaforma myTV. È anche disponibile sulla piattaforma Sky, sul canale 840 nel Regno Unito.

## Servizi
I quartieri generali di Sky News Arabia si trovano nella zona mediatica twofour54, ad Abu Dhabi. Il processo di integrazione tecnica negli studi televisivi si è protratta dall'aprile 2011 al febbraio 2012 in collaborazione con Television Systems Limited.
I servizi consistono di un vasto numero di studi che ospitano un numero permanente di set usati per differenti programmi, esso consiste anche in uno schermo a muro largo 10 metri.